# 江籠裕奈
江籠 裕奈（えご ゆうな、2000年〈平成12年〉3月29日 - ）は、日本の歌手、元アイドルである。女性アイドルグループSKE48および派生ユニットラブ・クレッシェンドの元メンバー。
愛知県名古屋市出身。ゼスト所属。

## 略歴
2011年10月26日、SKE48第5期生オーディションで応募総数5,988名の中から16名の仮合格者に選ばれ、同年11月26日、『SKE48リクエストアワー セットリストベスト50 2011 ～ファンそれぞれの神曲たち～』1日目において第5期生正規メンバー13名のうちの一人として初お披露目された。
2013年4月13日、『SKE48 春コン 2013「変わらないこと。ずっと仲間なこと」』の日本ガイシホール公演において、中西優香率いるチームSへの昇格が発表された。
2014年2月24日、『AKBグループ大組閣祭り』で発表された“大組閣”により、チームSからチームKⅡへ異動することが発表された。
2015年3月31日にリリースされたSKE48の17thシングル「コケティッシュ渋滞中」でシングル表題曲初選抜。同年5月から6月に行われた『AKB48 41stシングル 選抜総選挙』では速報で66位だったが、最終結果は圏外となった。同年11月25日、派生ユニット『ラブ・クレッシェンド』としてシングル「コップの中の木漏れ日」をリリース。
2016年6月18日に発表された『AKB48 45thシングル 選抜総選挙』で35位、2017年6月17日発表の『AKB48 49thシングル 選抜総選挙』で36位、2018年6月16日発表の『AKB48 53rdシングル 世界選抜総選挙』で35位にランクインし、3年連続でネクストガールズに選出された。
2019年6月10日、Zepp Nagoyaで行われた『SKE48ゼロポジ公演』で優勝。
2021年3月13日、「SKE48非公式ちゃんねる Presents SKE48公式LIVE」で初のソロライブとなる『江籠裕奈ソロLIVE くぎづけたいむ!』を開催した。それから5か月後の同年8月6日に『江籠裕奈2ndソロLIVE〜なつのゆめ。〜』を開催予定だったが、SKE48内での新型コロナウイルス感染の影響で開催を延期することとなった。その後同年11月16日に振替公演が行われた。
2021年9月1日発売のシングル「あの頃の君を見つけた」のカップリング曲に、自身初のソロ曲「自転車のベルで伝えたい」が収録。
2022年3月29日、自身の誕生日でもある同日に1st写真集「わがままな可愛さ」（扶桑社）が発売。同作は発売日を前に重版が決定し、新たにアザーカットが公開されるなど話題を集めた。同年6月21日に、新宿BLAZEで行われたソロライブ『SKE48 江籠裕奈 3rd Solo Live “わがままな可愛さ”ってなーに？』において、7月20日に「君が大好き、みたいなんです」でソロデビューすることが発表される。
2023年7月18日にSKE48劇場で行われたチームKII「時間がない」公演で、グループからの卒業を発表した。同年12月11日、Zepp Nagoyaにて卒業記念ソロライブ『SKE48 江籠裕奈 卒業記念 Solo Live〜みんなとみた流星群〜』を開催。同月20日には卒業写真集「限りなく、恋だと思う」（扶桑社）を発売した。同月23日にSKE48劇場で劇場最終公演を開催。12月31日をもってグループを卒業した。卒業後もゼスト所属のまま名古屋を拠点に活動を続ける。
2024年1月1日、ファンクラブ「ないしょばなし」を開設。同年3月27日に卒業後初となるシングル「はじまる」をリリース。オリコン週間シングルランキング14位、インディーズシングルランキングでは2位を獲得。29日には初のバースデーライブ「329」を開催。

## ディスコグラフィ

### シングル
- はじまる（2024年3月27日）
- プリンセステイラー（2024年7月31日）

### アルバム
- Believer（2024年10月30日）[23]

## 人物
- 愛称は、えごちゃん[14]（江籠ちゃんとも書く）、えご天（“えごちゃん、天使”から）。「江籠」という苗字は愛知県では珍しく、親戚のいる九州発祥である[14]。
- 顔文字については「e(・G・)o」を使っている[24]。
- 趣味は、アイドル鑑賞。以前は読書、お絵描き、スクラップブック作り、モデルさんのスタイルブックを集めること[25]。
- サイリウムの色はピンク・黄。
- 最近の推しは頓知気さきなである[14]。
- 英語が大の苦手[26]。

### SKE48
- キャッチフレーズは、「今日もゆうなにくぎづけ!」を使用していた[25]。
- 尊敬している人物に高柳明音の名を挙げていた[26][27]。
- 携帯ゲーム『Passion For You』で行われるイベントには強く、3年連続でセンターを勝ち取った[28]。

## SKE48での参加曲

### シングル選抜曲
SKE48名義
- 「片想いFinally」に収録
  - 今日までのこと、これからのこと
- 「アイシテラブル!」に収録
  - 目が痛いくらい晴れた空 - 「研究生」名義
- 「キスだって左利き」に収録
  - 体育館で朝食を - 「白組」名義
- 「チョコの奴隷」に収録
  - 冬のかもめ - 「白組」名義
- 「美しい稲妻」に収録
  - JYURI-JYURI BABY - 「Team S」名義
- 「賛成カワイイ!」に収録
  - いつのまにか、弱い者いじめ - 「セレクション8」名義
- 「未来とは?」に収録
  - 猫の尻尾がピンと立ってるように…feat. Bose（スチャダラパー） - 「Team E」名義
- 「不器用太陽」に収録
  - サヨナラ 昨日の自分 - 「Team KII」名義
- 「12月のカンガルー」に収録
  - DA DA マシンガン - 「Team KII」名義
- コケティッシュ渋滞中[6]
  - 僕は知っている - 「DOCUMENTARY of SKE48」名義
  - 今夜はJoin us! - 「Team KII」名義
- 前のめり
  - 焦燥がこの僕をだめにする - 「Team KII」 名義
  - 制服を着た名探偵 - 「ドリーミングガールズ」 名義
- チキンLINE
  - 望遠鏡のない天文台 - 「Passion For You 選抜」名義
  - キスポジション - 「Team KII」 名義
  - 旅の途中 - 「宮澤佐江と仲間たち」名義
- 金の愛、銀の愛
  - ハッピーランキング - 「ランクインガールズ2016」名義
  - 今夜はShake it ! - 「ラブ・クレッシェンド」名義
- 意外にマンゴー
  - 奇跡の流星群 - 「Passion For You選抜」名義（センター）
  - 円を描く - 「Team KII」名義
- 無意識の色
  - 反射的スルー - 「ラブ・クレッシェンド」名義
  - We're Growing Up - 「愛知トヨタ選抜」名義
  - 夜明けのコヨーテ - 「サガミチェーン選抜」名義
- いきなりパンチライン
  - 花の香りのシンフォニー - 「Passion For You選抜」名義（センター）
  - 誰かの耳 - 「Team KII」名義
- Stand by you
  - 地元民たちよ - 「愛知トヨタ選抜」名義
  - 蹴飛ばした後で口づけを - 「Team KII」名義
  - 神様は見捨てない
- FRUSTRATION
  - ゲームしませんか? - 「Passion For You選抜」名義（センター）
- ソーユートコあるよね?
- 恋落ちフラグ
  - Change Your World - 「Black Pearl」名義
  - あの頃のロッカー - 「Passion For You選抜」名義
- あの頃の君を見つけた
  - 自転車のベルで伝えたい - 「江籠裕奈」名義
- 心にFlower
- 絶対インスピレーション
- 好きになっちゃった
  - 100年経ったら Kiss me! - 「Team KII」名義

AKB48名義
- 「ギンガムチェック」に収録
  - あの日の風鈴 - 「ウェイティングガールズ」名義
- 「希望的リフレイン」に収録
  - 今、Happy - 「ばら組」名義
- 「Green Flash」に収録
  - 世界が泣いてるなら - 「SKE48」名義
- 「君はメロディー」に収録
  - Gonna Jump - 「SKE48」名義
- 「LOVE TRIP/しあわせを分けなさい」に収録
  - 進化してねえじゃん - 「ネクストガールズ」名義
- 「シュートサイン」に収録
  - Vacancy - 「SKE48」名義
- 「願いごとの持ち腐れ」に収録
  - 前触れ
- 「#好きなんだ」に収録
  - 戸惑ってためらって - 「ネクストガールズ」名義
- 「ジャーバージャ」に収録
  - 愛の喪明け - 「SKE48」名義
- 「センチメンタルトレイン」に収録
  - 友達じゃないか? - 「ネクストガールズ」名義

### アルバム選抜楽曲
SKE48名義
- 『この日のチャイムを忘れない』に収録
  - その先に君がいた - 「研究生」名義
- 『革命の丘』に収録
  - 夏よ、急げ!
  - ライフルガール - 「ラブ・クレッシェンド」名義
  - ホライズン - 「愛知トヨタ選抜」名義
  - 愛のために何を捨てる?

AKB48名義
- 『1830m』に収録
  - 青空よ 寂しくないか?

### その他の参加楽曲
- シングル「コップの中の木漏れ日」（「ラブ・クレッシェンド」名義）

### 劇場公演ユニット曲
SKE48名義
チームS 4th Stage「RESET」
- 明日のためにキスを

チームKII 5th Stage「ラムネの飲み方」
- フィンランド・ミラクル
- 嘘つきなダチョウ（1stユニット）
- 眼差しサヨナラ（高柳明音のユニットアンダー）
- Nice to meet you!（大場美奈のユニットアンダー）

チームKII 6th Stage「0start」
- ユウナラブ!（前座ガール）[注釈 4]
- ハートの独占権
- 残念少女（2ndユニット）

チームKⅡ 7th Stage「最終ベルが鳴る」
- おしべとめしべと夜の蝶々
- ごめんね ジュエル（2ndユニット）

チームKII 8th Stage「時間がない」
- 転生しても好きでした

## ライブ
- 江籠裕奈ソロLIVE くぎづけたいむ! （2021年3月13日、名古屋ボトムライン）[29][10]
- 江籠裕奈2ndソロLIVE〜なつのゆめ。〜 （2021年8月6日（延期）→11月16日（振替）、名古屋ダイアモンドホール）[13]
- 3rd Solo Live “わがままな可愛さ”ってなーに？（2022年6月21日、新宿BLAZE）[30]
- SKE48 江籠裕奈 4th Solo Live 〜恋、なんか わかんないコ〜（2023年5月26日、新宿BLAZE）[31]
- SKE48 江籠裕奈 卒業記念 Solo Live 〜みんなとみた流星群〜（2023年12月11日、Zepp Nagoya）[32]
- 江籠裕奈 Birthday Live 2024“329”（2024年3月29日、Electric Lady Land）[33]

### 対バンライブ・その他
- The Night Tempo Show - Neo Standard（2023年10月18日、THE BOTTOM LINE / 10月19日、GORILLA HALL OSAKA）[34]
- 推し寺アイドルまつり アイドルナイト powered by BomberE（2024年8月17日、東別院境内特設ステージ）[35]
- SPA!FES2024（2024年11月17日、Spotify O-WEST）[36]

## 出演

### テレビ

#### テレビドラマ
- 名古屋行き最終列車2020（2020年1月27日 - 2月1日、名古屋テレビ放送）[37]

#### バラエティ
- Rの法則（2015年6月3日 - 2018年4月24日、NHK Eテレ） - 第6期R'sメンバー

### ラジオ
- SKE48高柳明音・江籠裕奈のSKE48ってソーユートコあるよね?（2020年1月14日 - 2月4日、AuDee）[38]
- SKE48 AIドルデイズ! presents 江籠裕奈の!くぎづけらじお!（2021年11月14日、東海ラジオ）[39]
- TAKE ON ENERGY MUSIC（2024年10月4日 - 、FM AICHI）[40]

### 舞台
- リーディングシアター「恋工場」（2016年9月20日、ベルサール渋谷ガーデン Cホール）[41]

### ネット配信
- AKBラブナイト 恋工場 第36話「50歳差の恋人」（2016年9月1日、ビデオパス・テレ朝動画） - 主演・ヒナ 役[42][43]

### イベント
- GirlsAward 2019 AUTUMN／WINTER（2019年9月28日、幕張メッセ）[44]

## 書籍

### 写真集
- 1st写真集「わがままな可愛さ」（2022年3月29日、扶桑社）ISBN 978-4594090289[45]
- 卒業写真集「限りなく、恋だと思う」（2023年12月20日、扶桑社）ISBN 978-4594096496[19]

### Web連載
- Pop'n'Roll（2024年8月1日 - 、AMIDUS） - 「江籠裕奈のディープ可愛い論」を連載[46]